# Ninam
I Ninam (o anche Yanomami-Ninam, Xiriana, Jauaperi, Xirixana) sono un gruppo etnico del Brasile e del Venezuela che ha una popolazione stimata in circa 526 individui. Parlano la lingua Ninam (codice ISO 639: SHB) e sono principalmente di fede animista.
Vivono nello Stato brasiliano di Roraima, nei pressi dei fiumi Mucajaí e Paragúa e nello Stato venezuelano di Bolívar.
Denominazioni alternative: Yanam, Xirianá, Shiriana Casapare, Kasrapai, Jawaperi, Crichana, Jawari.